# Gotthard Oswald Marbach
Gotthard Oswald Marbach (pseudonym: Minor Silesius), född den 13 april 1810 i Jauer i Schlesien, död den 28 juli 1890 i Leipzig, var en tysk skriftställare.
Marbach blev 1845 professor i filosofi i Leipzig, var därjämte 1848-52 huvudredaktör för "Leipziger Zeitung" och stiftade 1853 livförsäkringsbolaget Teutonia, som ställdes under hans ledning. År 1864 grundade han Leipziger Hypothekenbank.
Han ådagalade stor mångsidighet som författare till flera diktsamlingar, dramer, skrifter i litterär kritik, filosofi, fysik, frimureri, översättningar av grekiska tragöder och Shakespeare med mera. Hans son Hans Marbach (1841–1905) var också en mångsidig författare (dikter, skådespel med mera).